# Janvier 1747
Cette page présente les faits marquants du mois de janvier 1747.

## Naissances
- 10 janvier : Abraham Breguet, horloger et physicien français († 17 septembre 1823).
- 15 janvier : Rémy Hippolyte Bidault, homme politique français († 14 mars 1810).
- 21 janvier : Félicité de Genlis, femme de lettres française née Caroline-Stéphanie-Félicité († 31 décembre 1830).